# Gerlinde Spies
Gerlinde Spies (* 20. Jahrhundert) ist eine ehemalige deutsche Fechtsportlerin.

## Werdegang
Gerlinde Spies interessierte sich schon als junges Mädchen für den Fechtsport. Sie wurde deshalb Mitglied des Fecht-Club Hermannia Frankfurt. Als Disziplin innerhalb des Fechtsportes wählte sie das Florettfechten. Sie gehörte schon bald zu den Leistungsträgern ihres Vereins und wurde deshalb bei den nationalen Meisterschaften im Damenflorett eingesetzt, und zwar sowohl im Dameneinzel als auch im Mannschaftswettbewerb. Beim Mannschaftswettbewerb errang sie 1951 den Deutschen Meistertitel mit der Mannschaft.
Bei den Deutschen Fechtmeisterschaften 1952 errang sie hinter ihrer Vereinskameradin Lilo Allgayer im Floretteinzel den zweiten Platz und damit eine Silbermedaille.
Für den Gewinn der deutschen Mannschaftsmeisterschaft im Fechten 1951 erhielten sie und sämtliche Mannschaftsmitglieder am 7. Dezember 1951 von Bundespräsident Theodor Heuß das Silberne Lorbeerblatt.